# پرامیس (نرم‌افزار)
پرامیس (به انگلیسی: PROMIS) حروف نخست PROsecutors Management Information System به معنی «سامانه اطلاعات مدیریت دادستان‌ها» نرم‌افزار مدیریت پرونده‌های قانونی بود که شرکت اینسلا (با نام پیشین «مؤسسه پژوهش حقوقی و اجتماعی») توسعه داده بود. مؤسسه پژوهش حقوقی و اجتماعی، یک سازمان غیرانتفاعی بود که بیل و نانسی همیلتون در سال ۱۹۷۳ (میلادی) بنیان‌گذاری کردند. پرامیس با کمک اداره دستیاری در اجرای قانون، توسعه داده شد تا به دادستان‌ها در ردیابی، کمک کند. در سال ۱۹۸۲ (میلادی) که اینسلا تبدیل به یک سازمان بازرگانی شد قراردادی به ارزش ۱۰ میلیون دلار آمریکا با وزارت دادگستری ایالات متحده آمریکا امضا کرد تا دفترهای دادستانی ایالات متحده آمریکا از آن استفاده کنند. اینسلا که در گذشته، ویرایش ۱۶ بیتی پرامیس را توسعه داده بود ویرایش ۳۲-بیت را برای چندین سیستم‌عامل، به ویژه، وکس مجموعه دستور، یونیکس، سامانه آی آی‌بی‌ام، و ویندوز ان‌تی توسعه داد.
بیل و نانسی همیلتون وارد یک درگیری قراردادی غیرعادی و تلخ با وزارت دادگستری، دربارهٔ نرم‌افزار شده و ورشکست شدند. آنها با این دادخواست که وزارت دادگستری، ناعادلانه، شرکت اینسلا را از گردونه کار، خارج کرده، حکومت فدرال ایالات متحده آمریکا را مورد پیگرد قرار دادند. آنها ادعا کردند که وزارت دادگستری، با نیرنگ، حیله‌گری، و فریب، جلوی پرداخت پول به اینسلا را گرفته و سپس، حق تکثیر نرم‌افزار را دزدیده‌است. یک دادگاه ورشکستگی ایالات متحده آمریکا و یک دادگاه ناحیه‌ای ایالات متحده آمریکا دادخواست همیلتون‌ها را پذیرفتند هرچند که این حکم‌ها بعداً در دادگاه تجدیدنظر به دلیل صلاحیت قضایی آن دو دادگاه، رد شدند. همیلتون‌ها و دیگران تأکید می‌کردند که وزارت دادگستری، نرم‌افزار پرامیس را که در اصل، برای مدیریت پرونده‌های حقوقی ساخته شده بود به‌گونه‌ای تغییر داده که از آن به عنوان نرم‌افزار نظارتی برای عملیات اطلاعاتی استفاده می‌شود. در بیانیه‌ای برای بیان وضعیت اینسلا نوشته شد: «ارل برایان، کسی که روابط شخصی و بازرگانی نزدیکی با رونالد ریگان و مشاور او، ادوین میس دارد نرم‌افزار پرامیس را به صورت رایگان یا در برابر پول، به حکومت اسرائیل و ۸۰ کشور دیگر داده‌است».
در سپتامبر ۱۹۹۲ گزارش کمیته مجلس نمایندگان ایالات متحده آمریکا در امور قضایی نوشت: "نگرانی‌های جدی وجود دارد که مقام‌های وزارت دادگستری، برای نابودی اینسلا و نقض حق تکثیر نرم‌افزار پرامیس، برنامه‌ریزی کرده و از نرم‌افزار پرامیس، سوءاستفاده کرده باشند". این گزارش، برآیند بررسی ۳ ساله رئیس کمیته امور قضایی، جک بروکس از ۱۹۸۹ (میلادی) تا ۱۹۹۲ (میلادی) بود. این گزارش، وزارت دادگستری را به خاطر همکاری نکردن، گناهکار دانست و گفت: «همانگونه که در ۲ دادگاه فدرال پیشین و بررسی کمیته امور قضایی یافت شد شواهد انکارناپذیری وجود دارند که وزارت دادگستری، عامدانه و کلاهبردارانه، عمل کرده‌است و با نیرنگ، حیله‌گری، و فریب، نرم‌افزار پرامیس را که شرکت اینسلا توسعه داده، تغییر داده و دزدیده‌است».
فابریزیو کالوی و تیری فیستر در ۱۹۹۷ (میلادی) در کتاب چشم واشینگتن ادعا کردند که آژانس امنیت ملی، در عملیاتی با نام رمز پِتری (به انگلیسی: Petrie) تراشه اسمارت (به انگلیسی: SMART) (حروف نخست Systems Management Automated Reasoning Tools به معنی «ابزار استدلال خودکار مدیریت سامانه‌ها») را با نرم‌افزار پرامیس در رایانه‌های خارج از ایالات متحده آمریکا پنهان کرده‌است. سامانه پتری، به عنوان بخشی از یک برنامه جاسوسی، می‌تواند از سیم‌کشی الکتریکی به مانند آنتن استفاده کند و به صورت پنهانی، داده را بارگیری و برای ماهواره‌های شناسایی آمریکا بفرستد.